# Phaeochrous uelensis
Phaeochrous uelensis är en skalbaggsart som beskrevs av Louis Burgeon 1928. Phaeochrous uelensis ingår i släktet Phaeochrous och familjen Hybosoridae. Inga underarter finns listade i Catalogue of Life.